# Premierzy Kataru

## Lista premierów Kataru
| Osoba | Osoba                                                                                               | Osoba   | Kadencja             | Kadencja             |
| #     | Imię i nazwisko                                                                                     | Portret | Od                   | Do                   |
| ----- | --------------------------------------------------------------------------------------------------- | ------- | -------------------- | -------------------- |
| 1     | Chalifa ibn Ahmad Al Sani خليفة بن حمد آل ثاني (1932–2016)                                          |         | 29 maja 1970         | 27 czerwca 1995      |
| 2     | Hamad ibn Chalifa Al Sani حمد بن خليفة آل ثاني (1952–)                                              |         | 27 czerwca 1995      | 29 października 1996 |
| 3     | Abd Allah ibn Chalifa Al Sani عبدالله بن خليفة آل ثاني (1959–)                                      |         | 29 października 1996 | 3 kwietnia 2007      |
| 4     | Hamad ibn Dżasim ibn Dżabr Al Sani حمد بن جاسم بن جبر آل ثاني (1959–)                               |         | 3 kwietnia 2007      | 26 czerwca 2013      |
| 5     | Abd Allah ibn Nasir ibn Chalifa Al Sani سعادة الشيخ عبدالله بن ناصر بن خليفة آل ثاني (1965–)        |         | 26 czerwca 2013      | 28 stycznia 2020     |
| 6     | Chalid ibn Chalifa ibn Abd al-Aziz Al Sani صاحب السعادة خالد بن خليفة بن عبد العزيز آل ثاني (1968–) |         | 28 stycznia 2020     | 7 marca 2023         |
| 7     | Muhammad ibn Abdul Rahman Al Thani محمد بن عبدالرحمن بن جاسم آل ثاني (1980–)                        |         | 7 marca 2023         | nadal                |